# Karneval in Costa Rica
Karneval in Costa Rica (Originaltitel: Carnival in Costa Rica) ist eine US-amerikanische Musikkomödie aus dem Jahr 1947 von Gregory Ratoff mit Dick Haymes und Vera-Ellen in den Hauptrollen. Der Film wurde von 20th Century Fox produziert.

## Handlung
Luisa, Tochter von Rico und Elsa Molina, kehrt von der Schule in den USA nach Costa Rica zurück und muss feststellen, dass ihre Eltern ihre Hochzeit mit Pepe Castro arrangiert haben, einem Bekannten der Familie, den sie nie zuvor getroffen hat. Pepe ist ebenfalls vor Kurzem aus den USA zurückgekehrt und hat seine Freundin Celeste mitgebracht, die in Costa Rica arbeiten und Pepes Eltern kennenlernen möchte. Als Pepe gesteht, dass er seinem Vater noch nichts von ihr erzählt hat, wird Celeste misstrauisch und veranlasst ihn, ihr von der Situation mit Luisa zu erzählen. Die Castros besuchen die Molinas, damit sich das Paar offiziell miteinander bekannt machen kann, doch Pepe kommt mit einer dunklen Brille und täuscht vor, er sei erkältet. 
Der amerikanische Kaffeegroßhändler Jeff Stephens erfährt in seinem Hotel, dass sein Abendflug gestrichen wurde. Um sich die Zeit zu vertreiben, macht er einen Spaziergang. Dabei lernt er Luisa kennen und entführt sie in den Nachtclub El Sesteo, wo sie einen sehr gesund aussehenden Pepe entdeckt, der mit Celeste tanzt. Luisa verlässt überstürzt den Club, gefolgt von Jeff. Da es Karnevalszeit ist, machen sie eine Fahrt mit dem Riesenrad und beginnen sich zu verlieben. Zurück in seinem Hotel trifft Jeff seinen alten Freund Pepe, der ihm von der misslichen Lage erzählt, in der er sich befindet, ohne Luisas Namen zu nennen. Am nächsten Morgen bringt Jeff der begeisterten Luisa ein Ständchen, schickt ihr Blumen und bittet sie, ihn am Mittag in seinem Hotel zu treffen. Als sie zum Mittagessen gehen, sieht Luisa, wie sowohl Pepe als auch seine Eltern aus verschiedenen Richtungen auf sie zukommen und entkommt, indem sie auf einen Karnevalswagen springt, auf dem Celeste auftritt.
Pepe täuscht immer noch vor krank zu sein, geht aber dennoch mit Luisa tanzen. Sie treffen Jeff, der Celeste begleitet. Jeff gibt vor, Luisa nicht zu kennen, und als Celeste herausfindet, dass Luisa Pepes Auserwählte ist, sagt sie ihr, dass sie ihn haben kann. Beide Elternpaare sind ebenfalls im Club und werden Celeste und Jeff vorgestellt. Jeff verrät Luisas in Amerika geborener Mutter, dass er aus Kansas stammt. Als Celeste erkennt, dass Luisas Vater denkt, sie sei immer noch in Pepe verliebt, drängt sie Pepe, ihm die Wahrheit zu sagen. Später in der Nacht fährt Jeff Luisa nach Hause und sie lädt ihn zu einer Silvesterparty ein. Padre Rafael, der gekommen ist, um die Familie zu besuchen, sieht, wie sich das Paar umarmt, und als Luisa ins Haus geht, um einen Mantel zu holen, erzählt Jeff dem Priester, dass er in sie verliebt sei. Der Priester zweifelt an ihrer plötzlichen Liebe und erzählt Jeff von den Traditionen Costa Ricas. Am nächsten Tag beginnt Jeff aufgrund der unterschiedlichen Herkunft an der Richtigkeit seiner Beziehung zu Luisa zu zweifeln. Auf der Silvesterparty werden Pepe und Luisa zusammengebracht. Er sagt ihr, dass Jeff geht und in der Lobby wartet, um sich zu verabschieden. Nach der Party verschwindet Luisa. Ihr besorgter Vater ruft Pepes Vater an und sie vereinbaren ein Treffen im Hotel. Dort erfahren die Väter, dass Pepe bei seiner neuen Braut eingecheckt hat. Beide Väter gehen davon aus, dass Pepe und Luisa durchgebrannt sind, und stellen fassungslos fest, dass Pepe tatsächlich Celeste geheiratet hat. Pepe erzählt ihnen, dass Jeff und Luisa verliebt sind und dass sie möglicherweise mit Jeff gegangen ist. Die Väter finden heraus, dass Jeff noch in der Stadt ist und sich bei Luisa aufhält. Als sie dort ankommen, finden sie Frau Molina vor, die ruhig strickt. Sie erzählt ihnen, dass sie und ihr Mann ihr Einverständnis gegeben haben, dass der Junge aus Kansas das Mädchen aus Costa Rica heiraten darf.

## Hintergrund
Gedreht wurde der Film vom 15. April bis 26. Juni 1946 in den Fox-Studios in Century City. Die Second Unit drehte von Anfang November 1945 bis Anfang Januar 1946 Hintergrundaufnahmen in und um San José, Heredia, Alajuela, Cartago und anderen Gebieten Costa Ricas. Der erfahrene Regisseur Otto Brower, der die Second Unit leitete, starb kurz nach seiner Rückkehr aus Costa Rica im Januar 1946 an Herzversagen infolge einer toxischen Erkrankung.
In den Unterlagen der Zensurbehörde PCA (Production Code Administration) befindet sich ein Brief von Direktor Joseph Breen aus der Vorproduktion an den Fox-Geschäftsführer Jason S. Joy, in dem er die Freude der PCA darüber zum Ausdruck bringt, dass „alle Beteiligten ganz entschieden die Absicht haben, diesen Film zu einem echten Beitrag für ein gutes Verständnis zwischen den beiden Ländern zu machen. Besonders loben möchten wir die natürliche Behandlung der Charaktere, ihre Darstellung als normale Menschen ohne falsches Malerische und die weitere Tatsache, dass Sie einbringen, sie normal sprechen zu lassen, ohne falsche Akzente oder Dialekte. Das entspricht genau dem, was man uns als die bestmögliche Darstellung von Lateinamerikanern und eigentlich allen ausländischen Charakteren glauben gemacht hat.“
James Basevi und Mark-Lee Kirk oblag die künstlerische Leitung. Ernest Lansing und Thomas Little waren für das Szenenbild zuständig, René Hubert für die Kostüme. Verantwortliche Toningenieure waren Roger Heman sr. und George Leverett. Fred Sersen schuf die Kameraeffekte.

## Musik
Von Ernesto Lecuona, der im Film auch einen Gastauftritt als Bandleader hat, stammten folgende Songs:
- Say Si Si, Andalucia und Rumba-Bomba,
- I'll Know It's Love, Mi Vida, Another Night Like This und Maracas mit Text von Harry Ruby
- Costa Rica und Gui-Pi-Pia mit Text von Harry Ruby, Sunny Skylar und Al Stillman

Musikalische Direktoren waren Emil Newman und Charles Henderson.

## Veröffentlichung
Die Premiere des Films fand am 28. März 1947 in New York statt. In Österreich kam er am 2. Juni 1950 in die Kinos.

## Kritiken
Bosley Crowther von der The New York Times schrieb, dem Film nach zu urteilen scheine die Region nach Kriegsende noch nicht in die Normalität zurückgekehrt zu sein. Viele Unannehmlichkeiten müssen ertragen werden. Tatsächlich überwiegen bei diesem Ausflug die Unannehmlichkeiten den Spaß bei weitem, und wir raten jedem, der sich dafür interessiert, ein gutes Buch mitzunehmen. Wenn die Darsteller anfangen, durch die dumme Handlung zu schlendern, die hier für sie vorbereitet wurde, und wenn sie endlose Minuten damit verbringen, den dichtesten, langweiligsten Dialog dieses Jahres zu brüllen, werden die Zuschauer glücklicher sein, wenn sie ein gutes Buch zum Lesen haben. Nicht für alle Karnevals in Costa Rica lohnt es sich, sich mit so einem Moder abzugeben.
Der Kritiker des TV Guide dagegen lobte die leichte Jungen-und-Mädchen-Handlung mit hübscher Szenerie, farbenfrohen Nummern und guten Liedern.